# Львівська міська територіальна громада
Льві́вська міська́ грома́да — територіальна громада України, у Львівському районі Львівської області. Адміністративний центр — м. Львів.
Площа громади — 315,6 км², населення — 783 065 осіб (2020).

## Історія
Утворена 17 липня 2020 року шляхом об'єднання Львівської міської ради, Винниківської міської ради Личаківського району м. Львова, Брюховицької селищної ради Шевченківського району м. Львова, Рудненської селищної ради Залізничного району м. Львова, Лисиничівської сільської ради Пустомитівського району, Дублянської міської, Малехівської, Грибовицької, Грядівської, та Зашківської сільських рад кол.Жовківського району, Рясне-Руської сільської ради Яворівського району.

## Населені пункти
У складі громади — 3 міста (Львів, Винники, Дубляни), 2 селища (Брюховичі і Рудно) та 15 сільських населених пунктів:
- Великі Грибовичі
- Воля-Гомулецька
- Гряда
- Завадів
- Зарудці
- Зашків
- Збиранка
- Лисиничі
- Малехів
- Малі Грибовичі
- Малі Підліски
- Підбірці
- Підрясне
- Рясне-Руське
- Ситихів